# Tömörd, Vas
Tömörd  este un sat în districtul Kőszeg, județul Vas, Ungaria, având o populație de 266 de locuitori (2011). 

## Demografie
Componența etnică a satului Tömörd
     Maghiari (97,59%)
     Croați (2,41%)
Componența confesională a satului Tömörd
     Romano-catolici (76,32%)
     Fără religie (3,01%)
     Luterani (1,88%)
     Necunoscută (18,8%)
Conform recensământului din 2011, satul Tömörd avea 266 de locuitori. Din punct de vedere etnic, majoritatea locuitorilor (97,59%) erau maghiari, cu o minoritate de croați (2,41%).  Din punct de vedere confesional, majoritatea locuitorilor (76,32%) erau romano-catolici, existând și minorități de persoane fără religie (3,01%) și luterani (1,88%). Pentru 18,8% din locuitori nu este cunoscută apartenența confesională.